# Курочка тасманійська
Курочка тасманійська (Tribonyx mortierii) — вид журавлеподібних птахів родини пастушкових (Rallidae). Ендемік Австралії.

## Поширення
Вид поширений на острова Тасманія. У 1969 році він був завезений на острів Марія — невеликий скелястий острів, розташований уздовж східного узбережжя Тасманії. Раніше цей вид траплявся на материковій частині Австралії, але зник приблизно 4700 років тому, що приблизно збіглося з появою дінго (Canis familiaris). Вид трапляється в різноманітних середовищах існування від відкритих пасовищ і посівів до постійних і сезонних прісноводних водно-болотних угідь.

## Опис
Це пастушок середнього розміру, завдовжки близько 45 см. Дзьоб блідо-жовтий, очі яскраво-червоні. Зверху оперення зеленувато-буре, з боків шиферно-сіре з білуватими прожилками. Хвіст чорний.

## Спосіб життя
Птах не вміє літати, що робить його особливо вразливим для хижаків. Харчується переважно насінням і листям. Він живе невеликими групами з 3-5 екземплярів, серед яких зазвичай є лише одна самиця, яка спаровується з кількома самцями (поліандрія). Статево незрілі самці і самиці допомагають у вихованні потомства. Гніздиться між липнем і груднем. Гніздо — проста чашка з переплетених гілочок, розміщена на землі, завжди будується біля джерела прісної води. Самиця відкладає від 5 до 10 яєць.